# سید محمد رضوی
سید محمد رضوی (فارسی: سید محمد رضوی؛ زاده 1957) یک عالم اسلامی، نویسنده و سخنران هندی-کانادایی است. او به عنوان امام ارشد کانون جامعه جعفری در تورنتو فعالیت می‌کند و بر فعالیت‌های مذهبی و آموزشی آن نظارت دارد.

## زندگی‌نامه

### دوران کودکی
رضوی در سال 1957 در سارن، هند در خانواده‌ای با پیشینه‌ای تاریخی در علم اسلام به دنیا آمد. پدرش علامه سعید اختر رضوی، عالم شیعه اثنا عشری بود که در شرق آفریقا اسلام را ترویج می‌کرد.
در سن پانزده سالگی، برای تحصیل علوم اسلامی به قم، ایران رفت و در حوزه علمیه قم، یکی از معتبرترین مدارس علوم دینی در سنت شیعه مشغول به تحصیل شد.

### حرفه و فعالیت‌ها در آمریکای شمالی
از سال 1996، رضوی به عنوان عالم مقیم و امام ارشد کانون جامعه جعفری در تورنتو خدمت می‌کند، جایی که راهنمایی‌های مذهبی ارائه می‌دهد، خطبه‌های هفتگی ایراد می‌کند و نظارت بر ابتکارات آموزشی جامعه را به عهده دارد. رضوی همچنین به عنوان دبیرکل شورای علمای شیعه مسلمانان آمریکای شمالی فعالیت می‌کند.
در سال 1999، او در یک ابتکار چندمذهبی که در تورنتو استار منتشر شد، همراه با رابای مایکل استروه و موبد زرتشتی نوزر کوتوال شرکت کرد تا از برنامه Out of the Cold تورنتو حمایت کنند.
در آگوست 2013، رضوی در یک خطبه به شدت خشونت‌های فرقه‌ای در جهان اسلام را محکوم کرد. سپس در همان ماه، او به همراه علمای سنی اسلام و شیعه در کنوانسیون ISNA در واشینگتن دی سی شرکت کرد تا بیانیه واشینگتن را امضا کنند، که در آن بر تقدس زندگی تأکید شد، فرقه‌گرایی محکوم و از علما خواسته شد تا صلح، همزیستی و حقوق بشر را ترویج کنند.
رضوی در خطبه‌ای در سال 2019 به رد تئوری‌های توطئه مربوط به سفر به ماه پرداخته و اظهار داشت که انکار سفر فضایی آپولو 11 از همان ذهنیتی ناشی می‌شود که انکار اسراء و معراج حضرت محمد را به دنبال دارد.

## فهرست آثار
- Rizvi, Muhammad (1984). An Explanatory Translation of the Qurʼ̄an. S.M. Rizvi. ISBN 978-0-920675-02-1.
- Rizvi, Muhammad (1990). Marriage and Morals in Islam. CreateSpace Independent Publishing Platform. ISBN 978-1-4944-2847-1.
- Rizvi, Muhammad (1999). Shí'ism: Imāmate & Wilāyat. Al-Ma‘ãrif Publications. ISBN 0920675115.
- Rizvi, Muhammad (2007). Business Ethics in Islam. Al-Ma‘ãrif Publications.
- Rizvi, Muhammad (2004). "Islam: Faith, Practice & History".